# Nasutonops xaxado
Espèce
Nasutonops xaxado est une espèce d'araignées aranéomorphes de la famille des Caponiidae.

## Distribution
Cette espèce est endémique du Pernambouc au Brésil,. Elle se rencontre à Serra Talhada.

## Description
Nasutonops xaxado compte six yeux. Le mâle holotype mesure 3,8 mm et la femelle paratype 4,5 mm.

## Publication originale
- Brescovit & Sánchez-Ruiz, 2016 : Descriptions of two new genera of the spider family Caponiidae (Arachnida, Araneae) and an update of Tisentnops and Taintnops from Brazil and Chile. ZooKeys, no 622, p. 47-88 (texte intégral).